# Kaal beekschrijvertje
Het kaal beekschrijvertje (Gyrinus aeratus) is een keversoort uit de familie van de schrijvertjes (Gyrinidae). De wetenschappelijke naam van de soort is gepubliceerd in 1835 door Stephens.